# Arc narativ
Un arc narativ reprezintă intriga principală a unei narațiuni care se desfășoară și evoluează de-a lungul mai multor episoade. În televiziune, arcul narativ este folosit mai mult în serialele dramatice decât în cele de comedie. Benzile desenate postate pe internet folosesc frecvent arcul narativ, spre deosebire de benzile desenate publicate în ziare, deoarece conțin arhive online care îi ajută pe noii cititori să înțeleagă desfășurarea acțiunii.

## Scop și structură
Scopul arcului narativ este să mute un personaj sau o situație dintr-o anumită stare în alta diferită, cu alte cuvinte să efectueze o schimbare. Arcurile narative în drama contemporană folosesc adesea tiparul reprezentat de aducerea personajului într-o stare de slăbiciune și de îndepărtarea structurilor de care acesta depindea pentru a-l obliga astfel să-și adune puterile și să se ridice fără ajutorul lor.

## Arcul narativ în televiziune
Arcurile narative sunt folosite în televiziune de zeci de ani și constituie un lucru comun în țările în care norma o reprezintă serialele în care o acțiune se desfășoară de-a lungul mai multor episoade. Majoritatea serialelor anime folosesc arcul narativ.Neon Genesis Evangelion, de exemplu, reprezintă un singur arc narativ ce se întinde de-a lungul a 26 de episoade.
Multe seriale bazate pe folosirea arcului narativ, precum serialul science-fiction V, au avut o viață scurtă și nu au reușit să atragă noi telespectatori. În prezent însă, generalizarea vânzărilor de DVD-uri care conțin un întreg sezon al unui serial este un factor care lucrează în favoarea producțiilor bazate pe arcuri narative deoarece permit accesul instant al telespectatorilor la episoadele relevante.
Un domeniu al televiziunii în care arcurile narative au prosperat încă de la început îl constituie tărâmul serialelor soap opera, termen cu care uneori sunt caracterizate ironic și serialele care adoptă arcuri narative.
Serialele bazate pe arcuri narative atrag și răsplătesc pe fanii dedicați care urmăresc și comentează diferitele arcuri narative independent de episoadele individuale. Episoadele care nu sunt relevante pentru arcul narativ sunt uneori respinse ca fiind "umplutură" de către fani deși producătorii le consideră episoade de sine stătătoare.

### Folosirea arcului narativ în serialele TV americane
Folosirea arcului narativ în serialele americane a fost sporadică, fie datorită dificultății de a vinde seriale construite pe arcuri narative lungi posturilor de televiziune independente locale, care ar fi putut să nu difuzeze toate episoadele sau să nu le difuzeze în ordine, fie datorită temerii producătorilor că telespectatorii ocazionali sau neatenți și-ar putea pierde interesul.
Unul dintre primele seriale tv care au folosit arcuri narative a fost I Love Lucy, însă acele arcuri, cu excepția sarcinii lui Lucy, au fost totuși episodice, fără urmări pe termen lung. O încercare mai influentă de a folosi arcul narativ în anii '60 a fost reprezentată de serialul The fugitive/Evadatul. Deși serialul era alcătuit din episoade de sine stătătoare, principalul scop al protagonistului Richard Kimble era descoperirea misteriosului Om-cu-un-singur-braț care îi ucisese soția, astfel încât un mic grup de episoade au fost dedicate acestei căutări. 
Un nou tip de narațiune televizată care folosea arcul narativ a fost introdus la începutul anilor 1980, când câteva seriale dramatice precum Hill Street Blues sau St.Elsewhere au început să folosească un format alcătuit din arcuri narative care se întrepătrund, astfel într-un episod un nou arc narativ putea începe în timp ce un alt arc era în desfășurare iar altul se încheia. Aceste arcuri narative de lungimi diferite erau deseori combinate cu intrigi adiționale ce erau conținute de un singur episod. Serialul lui David Lynch, Twin Peaks, produs de ABC, a folosit în mod extensiv această metodă, ceea ce i-a adus anularea după două sezoane, în ciuda criticii favorabile. Tehnica s-a dovedit însă a fi foarte influentă și a dus la succesul unor seriale dramatice precum L.A. Law sau ER.
Un pioner renumit al folosirii arcurilor narative răsunătoare în televiziunea americană și în special în televiziunea 
science-fiction americană a fost J. Michael Straczynski. Serialul său, Babylon 5, se bazează aproape exclusiv pe folosirea arcului narativ. Până atunci serialele de televiziune acience-fiction americane fuseseră asociate cel mai adesea cu tehnica resetării și cu dominația episoadelor de sine stătătoare. trek#Star Trek: Deep Space Nine .281993.E2.80.931999.29|Star Trek:Deep Space Nine va folosi de asemenea arcurile narative. Dosarele X, dezvoltat de Chris Carter, este un amestec de episoade de sine-stătătoare combinate cu un lung arc narativ. Carter și Straczynski au dovedit că acest concept e valabil și au netezit drumul pentru actualele seriale bazate pe arcuri narative lungi, în care evenimentele petrecute au consecințe pe termen lung în universurile ficționale respective.
În ultimii ani, seriale precum Alias, 24, Neveste disperate sau Lost, care folosesc arcuri narative lungi care se întrepătrund și care pot oscila înapoi sau înainte în timp,au obținut critici favorabile și ratinguri mari,precum și profituri însemnate din vânzările sezoanelor pe DVD.

### Folosirea arcului narativ în serialele Manga și Anime
Serialele de benzi desenate Manga sau serialele de desene animate Anime reprezintă de obicei bune exemple de producții bazate pe folosirea arcului narativ,multe serii care cuprind mai puțin de 26 de capitole reprezentând un singur arc narativ. Arcurile lungi, precum Dragon Ball Z pot avea și 30 de capitole. De obicei, serialele mai lungi cuprind mai multe arcuri narative, marcând astfel apariția unui nou personaj negativ sau a unui nou erou pozitiv.